# Manuel Merino
Manuel Arturo Merino de Lama (Tumbes, 20 agosto 1961) è un politico e agronomo peruviano, presidente del Perù per soli cinque giorni, dal 10 novembre al 15 novembre 2020, dopo la rimozione di Martín Vizcarra per “incapacità morale”.

## Biografia

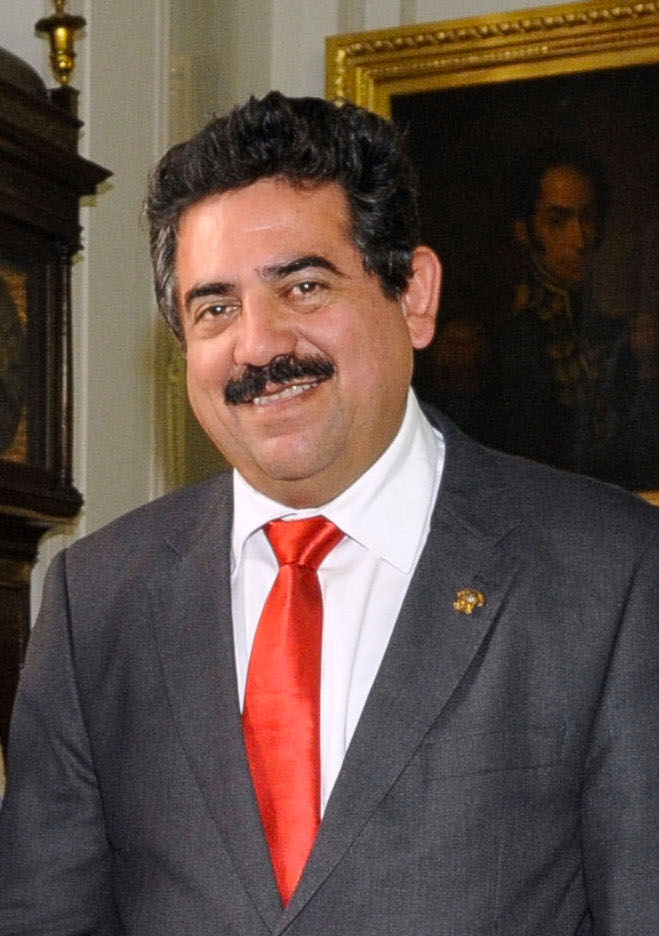
Manuel Merino

Ha studiato agronomia presso lʾUniversità Nazionale di Piura, ma non concluso. Ha lavorato come agronomo primo di diventare politico.
È stato a lungo membro del Congresso per Tumbes, membro del partito di centro-destra Azione Popolare, dal 2001 al 2020, anno in cui è stato nominato presidente del congresso nel mese di marzo.
Il 9 novembre 2020, il Congresso peruviano ha messo sotto accusa e rimosso dall'incarico il presidente Martín Vizcarra per motivi controversi di "incapacità morale", un termine vago risalente al XIX secolo. La rimozione di Martín Vizcarra (accusato senza prove di corruzione e in assenza di una formale inchiesta) è stata vista come un colpo di Stato da molti peruviani, analisti politici e organi di stampa nel paese ed ha scatenato immediatamente grandi proteste popolari. Il 10 novembre, Manuel Merino, in quanto presidente del Congresso peruviano, è diventato nuovo presidente del Perù, in virtù della linea di successione stabilita dalla Costituzione peruviana.
Dopo il suo insediamento, ha formato un governo di estrema destra, con il sostegno degli ammiragli della Marina peruviana.
Il 15 novembre, durante il 6 giorno di proteste contro la destituzione del presidente Martín Vizcarra, la polizia è intervenuta con la forza determinando la morte di tre manifestanti e centinaia di feriti a Lima. Le violenze della polizia sono state condannate da numerose forze politiche, dall'Ufficio del Difensore del popolo (Ombudsman) e dalla Corte costituzionale ed hanno provocato le immediate dimissioni di 13 dei 18 ministri del governo Merino, appena formato. Il presidente del Parlamento peruviano, Luis Valdez, ha chiesto a Merino di dimettersi. Lo stesso giorno ha rassegnato le proprie dimissioni.